# Ralph Elliott
Ralph Nelson Elliott (ur. 28 lipca 1871 w Marysville w Kansas, zm. 15 stycznia 1948 w Nowym Jorku) – amerykański księgowy, finansista i przedsiębiorca, twórca teorii fal Elliotta.

## Życiorys
Urodził się 28 lipca 1871 w Marysville w stanie Kansas w Stanach Zjednoczonych. Na początku lat 80. XIX wieku przeniósł się z rodzicami i starszą siostrą do San Antonio w Teksasie, gdzie nauczył się języka hiszpańskiego. W 1891 przeniósł się do Meksyku, gdzie pracował dla firm kolejowych, na początku jako dyżurny ruchu, operator telegrafu itp. Po 5 latach rozpoczął pracę jako księgowy dla amerykańskich i meksykańskich linii kolejowych. Na stanowiskach związanych z księgowością spędził blisko ćwierć wieku. 3 września 1903 poślubił Mary Elizabeth Fitzpatrick (zmarła 30 grudnia 1941).
Narastająca niechęć Meksykanów do Amerykanów spowodowała, że w 1916 w wyniku decyzji prezydenta Woodrowa Wilsona Elliott był zmuszony wraz z innymi Amerykanami wyjechać z Meksyku, przeniósł się z żoną do Los Angeles, a w 1920 do New Jersey, a następnie do Nowego Jorku.
18 grudnia 1924 Elliott został mianowany przez Departament Stanu USA głównym księgowym Nikaragui, rok później przeniósł się do stolicy Gwatemali, gdzie został głównym audytorem Międzynarodowych Kolei Ameryki Środkowej (ang. International Railway of Central America). W 1926 powrócił do Nowego Jorku, gdzie założył firmę konsultingową.
W 1929, prawdopodobnie w wyniku zarażenia się w Ameryce Środkowej pasożytami pełzaka czerwonki, zaczął cierpieć na anemię kilka razy ocierając się o śmierć, co było przyczyną zamknięcia firmy.
Kolejne lata spędził na analizie indeksów giełdowych. W wyniku analiz różnych indeksów z 75-letniego przedziału czasowego w 1934 Elliott wysłał list do Charles’a J. Collinsa, w którym przedstawił swoją teorię fal sygnalizując jednocześnie, że jego teoria stanowi niezbędne uzupełnienie do teorii Dowa.
Charles J. Collins na podstawie tekstu Elliotta w 1938 opublikował „The Wave Principle”, gdzie w sposób wyczerpujący opisał teorię fal Elliotta.
W 1939 w czasopiśmie „Financial World” w serii 12 opublikowanych artykułów Elliot przedstawił swoje koncepcje dotyczące jego teorii. W 1946 wydał ostatnią pracę zatytułowaną „Nature’s Law – The Secret of the Universe”.
Zmarł 15 stycznia 1948 w Nowym Jorku w wyniku zapalenia mięśnia sercowego.